# Jimmy Murphy
James (Jimmy) Patrick Murphy (8. august 1910 i Pentre, Glamorgan - 14. november 1989 i Manchester) var en walisisk fodboldspiller og senere fodboldtræner.
Han var i lang tid assistenttræner for Matt Busby i Manchester United. I denne periode trænede og udviklede han spillere som Duncan Edwards og Bobby Charlton. Efter München-ulykken i 1958, tog han en kort tid over som cheftræner for Manchester United, eftersom Matt Busby havde påkrævet sig kvæstelser i fly-ulykken. Jimmy Murphy var ikke med på flyet under ulykken, fordi han samtidig trænede det walisiske fodboldlandshold.
I 2011 blev han portrætteret af David Tennant i BBC Two-filmen United, der drejede sig om the Busby Babes og München-ulykken.